# Katarina Kresal
Katarina Kresal, slovenska pravnica in političarka, * 28. januar 1973, Ljubljana, Slovenija.
Katarina Kresal je bivša  predsednica Liberalne demokracije Slovenije (LDS) in bivša ministrica za notranje zadeve (po odstopu in formalni razrešitvi 19. avgusta 2011) v Pahorjevi vladi. 

## Življenjepis
Maturirala je na Gimnaziji Bežigrad v Ljubljani in se zatem vpisala študij na Pravni fakulteti v Ljubljani, kjer je leta 1996 diplomirala z odliko in nato leta 1999 opravila še državni pravniški izpit.
Sprva je bila Katarina Kresal zaposlena kot sodna pripravnica na Višjem sodišču v Ljubljani, nato pa je kot svetovalka za gospodarske spore delala na ljubljanskem Okrožnem sodišču. Kasneje je kot pravnica delovala v Kapitalski družbi ter zatem še v danes razpuščenem Western Wireless International, ameriškem podjetju s sedežem v Ljubljani. Od leta 2003 je delala kot odvetnica v odvetniški pisarni Mira Senice. Ukvarjala se je z gospodarskim, korporacijskim, stečajnim in avtorskim pravom. Leta 2005 je postala namestnica šefa pisarne ter vodja oddelka za gospodarske in mednarodne zadeve.
Kresalova je bila 30. junija 2007 z 287 delegatskimi glasovi od 329 veljavnih glasov izvoljena za predsednico Liberalne demokracije Slovenije, pri čemer je premagala edinega protikandidata Matjaža Švagana. Po izvolitvi se je tudi zaposlila na LDS. Maja 2008 je bila na kongresu v Belfastu izvoljena za podpredsednico Liberalne internacionale. Istega leta je izšla njena knjiga Leto v politiki, kjer so objavljene njene kolumne, besedila, intervjuji in govori. 28. maja 2011 je bila na kongresu LDS ponovno izvoljena za predsednico stranke; zadnjo je glasovalo 216 delegatov, medtem ko je za edinega protikandidata Blaža Kavčiča glasovalo 127 delegatov.
Na volitvah leta 2008 je bila izvoljena za poslanko Državnega zbora RS, a mesta ni zasedla; v parlamentu jo je nadomestil Anton Anderlič (nadomestiti bi jo moral Draško Veselinovič, a se je slednji odpovedal mandatu).
Leta 2012 je skupaj z Alešem Zalarjem ustanovila Evropski center za reševanje sporov (ECDR).  Center strankam ponuja storitve alternativnega reševanja sporov v gospodarskih, potrošniških, civilnih, družinskih, delovnih in drugih sporih ter deluje tudi mednarodno.

### Ministrica za notranje zadeve
21. novembra 2008 jo je Državni zbor RS potrdil za notranjo ministrico. 24. novembra istega leta je Kresalova s primopredajo prevzela MNZ od svojega predhodnika Dragutina Mateta.
V času ministrovanja je prestala tudi dve parlamentarni interpelaciji: prvo so 23. februarja 2009 vložili poslanci SDS zaradi njenega ravnanja glede izbrisanih (na obravnavi 1. aprila 2009 ni dobila zadostne podpore), medtem ko so drugo 23. februarja 2010 vložili poslanci SDS, SLS in SNS zaradi njenega delovanja v aferi Baričevič in glede najema prostorov za Nacionalni preiskovalni urad (NPU) (interpelacija je bila zavrnjena 21. aprila 2010).
9. avgusta 2011 je Računsko sodišče Republike Slovenije podalo revizijsko poročilo Zagotavljanje poslovnih prostorov za potrebe Ministrstva za notranje zadeve, v katerem je podalo negativno mnenje glede najema stavbe za NPU (kateri je bil sklenjen v času ministrovanja Kresalove), kot tudi negativno mnenje glede najema t. i. Matejeve palače za potrebe MNZ (v času 8. vlade pod ministrom Matejom). Kresalova je isti dan ponudila odstop Pahorju, ki pa ga slednji ni sprejel. Naslednji dan je Komisija za preprečevanje korupcije Republike Slovenije izdala načelni mnenji glede postopka najema stavbe NPU, pri čemer je ugotovila koruptivno dejanje. Kresalova je nato, kljub temu da se ne strinja z mnenjem protikorupcijske komisije, isti dan (10. avgusta) nepreklicno odstopila. Istočasno je napovedala tudi, da bo odšla po strankarsko zaupnico. Je prva političarka (oz. politik), ki je v zgodovini samostojne Slovenije odstopila iz svojega položaja zaradi suma korupcije.
19. avgusta je Borut Pahor, predsednik Vlade Republike Slovenije Državni zbor RS seznanil z odstopom Kresalove., s čimer je bila tudi formalno razrešena s položaja; do imenovanja njenega naslednika pa še vedno opravlja tekoče zadeve.
24. avgusta je odšla po zaupnico na svet stranke LDS, kateri ji je soglasno podal zaupnico; hkrati je napovedala tožbo proti odločitvi protikorupcijske komisije. 2. septembra je Kresalovi prenehala tudi funkcija poslanke. Na državnozborskih volitvah leta 2011 je kandidirala kot poslanka na listi svoje stranke, vendar  se stranka ni uvrstila v parlament.

## Drugo
28. novembra 2009 je od revije Obrazi prejela naziv Politični obraz leta 2009, 12. januarja 2010 pa je od revije Jana prejela naziv Slovenka leta 2009.
14. marca 2010 je bila Katarina Kresal potnik v vozilu Audi A8, ki je po poročanju Žurnal24 vozilo hitreje kot 200 km/h v smeri Fernetičev brez policijskih luči. Omejitev je bila 130 km/h. Avtomobil se je ustavil šele po 30 km lova. Policist, ki je vozil, je dobil kazen 460 evrov in 6 kazenskih točk. 2. aprila 2010 je policija sporočila, da presežena hitrost ni bila višja od 166 km/h. Katarina Kresal je dejala, da se ni zavedala hitrosti. Kazen ni bila nikoli plačana in original video posnetka zasledovanja je policija »izgubila«.